# Instituto Internacional de Investigaciones Pecuarias
El Instituto Internacional de Investigaciones Pecuarias, también traducido como Instituto Internacional de Investigaciones Agropecuarias o Ganaderas (International Livestock Research Institute, ILRI) es un centro de investigación fundado en 1994 y ubicado en la ciudad de Nairobi, Kenia. Su propósito es mejorar la seguridad alimentaria y mitigar la pobreza en los países en desarrollo a través del aprovechamiento sostenible y eficiente del ganado.
El Instituto nació de la fusión del Centro Internacional de Ganadería para África (International Livestock Centre for Africa, ILCA) y el Laboratorio Internacional para la Investigación de Enfermedades en Animales (International Laboratory for Research on Animal Diseases, ILRAD). Actualmente forma parte del Grupo Consultivo para la Investigación Agrícola Internacional (CGIAR) y cuenta con un campus en Adís Abeba, Etiopía.